# Ingolsthal
Ingolsthal este o arie protejată (arie specială de conservare — SAC, sit de importanță comunitară — SCI) din Austria întinsă pe o suprafață de 123,33 ha, integral pe uscat.

## Localizare
Centrul sitului Ingolsthal este situat la coordonatele 47°00′36″N 14°16′36″E / 47.0101°N 14.2766°E.

## Înființare
Situl Ingolsthal a fost declarat sit de importanță comunitară în decembrie 2018 pentru a proteja un număr necunoscut de specii din flora spontană și fauna sălbatică aflate în arealul zonei. Situl a fost protejat și ca arie specială de conservare în decembrie 2018.

## Biodiversitate
Situată în ecoregiunea alpină, aria protejată conține 1 habitat natural: Fânețe montane.
La baza desemnării sitului se află un număr nedeclarat de specii protejate.
Pe lângă speciile protejate, pe teritoriul sitului au mai fost identificate 1 specie de amfibieni.